# Edward Stępiński
Edward Nikodem Błażej Stępiński herbu Bończa (ur. 13 września 1828 w Woli Łużańskiej; zm. 1907 we Lwowie) − polski szlachcic, zarządca szpitala miejskiego w Jaśle, kancelista miejscowego magistratu.
Pochodził z rodziny drobnoszlacheckiej herbu Bończa. Był synem Jakuba, dworzanina hrabiów Skrzyńskich w Woli Łużańskiej i Katarzyny Csatto, córki Węgra Mikołaja, być może wywodzącego się z rodu hrabiowskiego Csattów.  Rodzicami chrzestnymi Edwarda byli: hrabia Tadeusz Skrzyński i hrabina Celestyna Skrzyńska. 8 czerwca 1851 poślubił w Jaśle Marię Kapitan z Limanowej. Mieli sześcioro dzieci:
- Ludwikę (1852-1877)
- Julię (1854-1917), żonę Tomasza Pietrzkiewicza
- Karolinę (1856-1874)
- Józefa (1858-1869)
- Kazimierę (1860-?)
- Xawerę (1862-1883)

Po śmierci Marii, w 1881 r, zawarł związek małżeński z Leokadią Lechowską herbu Pilawa, pochodzącą ze Szczucina. Mieli troje dzieci:
- Ewelinę (1887-1980), żonę Stanisława Bełzowskiego
- Władysława Edwarda (1890-1973), pana na Buchcicach
- Helenę (1891-1975)

W 1898 r. przeniósł się wraz z żoną do Krakowa, gdzie zamieszkał w kamienicy przy ulicy Granicznej 2 (ob. Michałowskiego). Kilka lat później wyprowadził się do Lwowa, gdzie zmarł i został pochowany na cmentarzu Łyczakowskim.